# 638
638 (DCXXXVIII na numeração romana) foi um ano comum do século VII, do Calendário Juliano, da Era de Cristo, tendo início e fim numa quinta-feira, com a letra dominical D. Segundo o horóscopo chinês, foi o ano do Cão.
| ano completo                        |
| ----------------------------------- |
| Ano comum com início à quinta-feira |

## Mortes
- 12 de Outubro - Papa Honório I
- Abu Ubaidá ibne Aljarrá - general árabe, companheiro (sahaba) de Maomé (n. 581 ou 583). Não há certeza se morreu em 638 ou 639.